# Battlestar Galactica (Achterbahn)
Battlestar Galactica in den Universal Studios Singapore (Sentosa, Singapur) besteht aus zwei Stahlachterbahnen des Herstellers Vekoma. Beide wurden am 18. März 2010 eröffnet, am 25. März desselben Jahres (acht Tage später) aber schon wieder wegen technischen Problemen für elf Monate geschlossen. Vom 21. Juli 2013 bis zum 27. Mai 2015 waren sie temporär außer Betrieb, um das Layout der Fahrzeuge komplett zu überarbeiten.
Sie zählen zu der Kategorie der Duelling Roller Coaster und besitzen mehrere Near-Collision-Situationen, was bedeutet, dass sich die Züge während der Fahrt so nah kommen, dass die Passagiere das Gefühl haben, die Züge würden sich berühren – ähnlich wie bei der Dragon Challenge in Universal Islands of Adventure. Die beiden Strecken sind in die blaue Strecke Cylon und rote Strecke Human unterteilt. Cylon ist dabei ein Inverted Coaster mit fünf Inversionen und ist somit auf eine intensivere Fahrt ausgelegt. Im Gegensatz zur Cylon fahren bei Human die Züge auf der Schiene, haben keine Inversionen, was die Fahrt familienfreundlicher macht.
Namensgebung, Konzept und Design sind von der Fernsehserie Battlestar Galactica inspiriert, in der Menschen (Humans) gegen außerirdische Zylonen (Cylons) kämpfen.